# Distrito de Madhepura
Madhepura (en bihari: मधेपुरा जिला) es un distrito de India en el estado de Bihar. Código ISO: IN.BR.MP.
Comprende una superficie de 1 787 km².
El centro administrativo es la ciudad de Madhepura.

## Demografía
Según censo 2011 contaba con una población total de 1 994 618 habitantes.